# Isabel de Hannover
Isabel de Hannover (cuyo nombre completo fue Isabel Georgiana Adelaida; palacio de St. James, Londres, 10 de diciembre de 1820-Ibidem, 4 de marzo de 1821) fue una princesa británica, siendo la segunda hija del duque de Clarence (luego rey Guillermo IV del Reino Unido), y de su esposa, la princesa Adelaida de Sajonia-Meiningen.
El nacimiento de la princesa Isabel fue evento significativo en la Inglaterra del siglo XIX. Su padre, el duque de Clarence, era entonces el segundo en la línea de la sucesión al trono luego de la muerte de la única hija del Príncipe-Regente (Rey Jorge IV desde enero de 1820), la princesa Carlota Augusta, en 1817. Como los dos hermanos mayores de Clarence, el rey Jorge IV y el duque de York, no tenían descendencia legítima y estaban separados de sus esposas desde hacía décadas, todo parecía indicar que Isabel sería reina en un futuro próximo. Su madre, la duquesa de Clarence, había tenido embarazos difíciles, y la hermana mayor de Isabel, Carlota, había muerto el mismo día de su nacimiento, lo que hacía poco probable que los duques pudieran concebir un hijo varón que pudiera desplazarla en la sucesión. 
Desafortunadamente, Isabel no viviría mucho tiempo, falleciendo en el palacio de St. James, víctima de convulsiones, el 4 de marzo de 1821, a los 3 meses de nacida. Su prima, Victoria del Reino Unido, ocupa su lugar en la línea de sucesión, accediendo al trono en 1837 al morir el padre de Isabel, Guillermo IV.
- Datos: Q3723229
- Multimedia: Princess Elizabeth of Clarence / Q3723229